# Helgafell (Heimaey)
De Helgafell is een inactieve vulkaan op het IJslandse eiland Heimaey, een van de Westman-eilanden. De laatste uitbarsting vond 6000 jaar geleden plaats. Naast de Helgafell ligt de actieve vulkaan Eldfell ("Vuurberg"), die in 1973 voor het laatst uitbarstte.